# Anadarko Petroleum
Anadarko Petroleum Corporation była jedną z największych na świecie firm zajmujących się poszukiwaniem i produkcją ropy naftowej i gazu ziemnego. Potwierdzone rezerwy będące w jej posiadaniu oceniane były na 2,4 miliardy baryłek przeliczeniowych ropy (BOE) (stan na koniec 2010 roku), a produkcja wyniosła w 2010 roku 235 milionów BOE. Anadarko zatrudniała na całym świecie około 4 tys. pracowników, jej siedziba znajdowała się w The Woodlands, obszarze niemunicypalnym w hrabstwie Montgomery w stanie Teksas.
W 2019 roku firma została przejęta przez Occidental Petroleum.

## Historia
Anadarko, początkowo filia Panhandle Eastern Corporation (istniejącej w latach 1928-1993, potem przejętej przez Southern Union Company), została sformowana w 1959 roku, po odkryciu dużych złóż gazu w basenie Anadarko (jego obszar obejmuje północne fragmenty stanów Texas, Oklahoma a także południowo-zachodnią część Kansas) - stąd nazwa firmy. Anadarko oddzieliła się od Panhandle Eastern jako niezależna korporacja w 1986 roku.

## Działalność
Większość rezerw przedsiębiorstwa znajduje się w Stanach Zjednoczonych, Zatoce Meksykańskiej (złoża podwodne) i Algierii; zasoby lądowe w USA stanowią ok. 60%. Poszukiwania i/lub produkcja prowadzone były także na Alasce, w Chinach, Brazylii, Ghanie, Indonezji, Mozambiku i kilku innych państwach. Anadarko sprzedawała gaz ziemny, ropę naftową oraz gaz ciekły (LPG), posiadała systemy gromadzenia i przetwarzania gazu, którymi samo zarządzała.
Dodatkowa działalność firmy obejmowała udział w przedsięwzięciach związanych z wydobyciem surowców mineralnych w USA.